# Gueselderia
Gueselderia là một chi bướm đêm thuộc họ Noctuidae.